# 桃太郎映像出版
桃太郎映像出版（ももたろう えいぞうしゅっぱん）は、日本のアダルトビデオメーカー。

## 会社概要
1995年設立の株式会社桃太郎が運営。
直販方式によるセル専門メーカー・桃太郎映像出版として発足、インディーズメーカーとしては北都（アウトビジョン）、ソフト・オン・デマンドに次ぐ売上高である。
2005年6月、会社は桃太郎ピクチャーズを立ち上げ、レンタル部門に参入。
2006年3月、セル部門の流通をアウトビジョン（北都）に委託、同年7月にはレンタル部門も北都の関連会社である有限会社ティーアイエスに委託している。
宝生奈々・桜朱音等、桃太郎の社員となっていた元AV女優がいた。
独立子会社に素人onlyプラムが存在する。

## メーカーの特徴
特徴としては独自の外国人ポルノ女優ネットワークを持っており、ノウハウを持っていること。洋物ポルノ女優が日本のAV作品に出る際は桃太郎映像がおおむね窓口となっている。けっして日本を優先してくれる契約ではないので1人につき半年以上交渉、監督、メイク、通訳までが一体となり撮影班を組んでいる。
その他長期人気シリーズとして鈴木リズ監督による「ヤリマンワゴン」シリーズがある。
近年はモデルチェンジで減少傾向にある吊りスカートとブラウスの制服をあえて女優に着てもらい撮影が行われている。吊りスカートはロング丈でブラウスも透けない生地、サスペンダーも縫いつけタイプのものが使われ各々に合う長さに調整されていて共演者がむやみに下ろさない等配慮もみられる。

## 主なシリーズ
- B★Jean(ビージーン)
  - nao.
  - 星野あかり
  - 結城凛
  - 彩花ゆめ
  - 高原智美
  - 佐藤江梨花
  - 亜紗美
  - 安来めぐ
  - 二宮沙樹
  - 折原まみ
  - 志保
  - 水野美香
- Wild Thing
  - 佐藤江梨花
  - 二宮沙樹
  - 亜紗美
  - 水野美香
  - 志保
  - 桃瀬ゆうな
  - 三津なつみ
  - 遠野春希
  - 西田美沙
  - 小森美王
  - 宝月ひかる
  - ゆうきりり
  - nao.
- 中出し
  - 結城凛
  - 南まりん（星乃せあら）
  - 鈴木さとみ
  - 今野梨乃
  - 星野あかり
  - 佐藤江梨花
  - むらさき真珠
  - 星りょう
- SOAP[高級ソープ]
  - 西田美沙
  - 星ありす
  - 桃瀬ゆうな
  - 亜紗美
  - 星野あかり
  - 結城凛
  - 南まりん
  - 浅田ちち
  - 葉月奈穂 響鳴音
  - 結城凛
  - 二宮沙樹
  - AYAKA
  - 前田優希
  - RiRi
  - 早瀬ありす
  - 杏美月
  - みなせ優夏
  - ミア・楓・キャメロン
- ぬるぬる
  - nao.
  - 結城凛
  - 今野梨乃
  - 亜紗美
  - むらさき真珠
  - 佐藤江梨花
  - 二宮沙樹
  - みゆき真実
  - 三津なつみ
  - 麻川麗
  - 西田美沙
  - 小森美王
- 乳魂(にゅうこん)
  - 浜崎りお、辻さき
  - 蜜井とわ、仲村ろみひ
  - 橘ひな、桃咲まなみ
  - 松坂みるく、青山ゆい
  - 浜崎りお
  - 真田春香
  - 小坂めぐる
- スプラッシュ・ガール
  - 綾瀬メグ
  - 大沢佑香（晶エリー、新井エリー）
  - 赤西涼（ayami）
  - 紅音ほたる
  - 京野明日香
  - 桐島ひかり
  - 前乃さとみ
  - 一ノ瀬あきら
- My Play Thing
  - 水野美香
  - 志保
  - 桃瀬ゆうな
  - 星ありす
  - 三津なつみ
  - 西田美沙
  - 水橋みく
  - みゆき真実
  - 宝月ひかる
  - 七海菜々
  - 森原リコ
  - 前田優香
  - 小森美王
  - 星りょう
  - 桜朱音
- コスプレックス
  - 飯沢もも
  - 遠野春希
  - ひな
  - 椎名れいか
  - 三津なつみ
  - 水橋みく
  - みゆき真実
  - 西田美沙
  - 桜朱音
  - 宝月ひかる
  - 沢口あすか
  - 黒崎扇菜
  - nao.
- 肉棒の虜
- MOE（Momotaro Original Effect）
  - 二宮沙樹
  - 亜紗美
  - 桃瀬ゆうな
  - 水野美香
  - 志保
  - 椎名れいか
  - みゆき真実
  - 西田美沙
- 猥褻
  - 北沢亜美
  - 栗原まあや
  - 西田美沙
  - 小森美王
  - 星りょう
  - 桜朱音
- ハッスル淫語
  - みゆき真実
  - 西田美沙
  - 飯沢もも
  - 遠野春希
  - 水谷桃
  - 宝月ひかる
  - 桜月舞
  - 七海菜々
- GAKUEN(学園)
  - 二宮沙樹　スーパーモザイク制服のままで…
  - 北沢亜美　新任教師・北沢
  - 栗原まあや　新入生・栗原
  - 西田美沙　女教師・西田
- 酔娘伝(すいこでん)(監督:田村総一朗)
  - 七瀬まゆみ、宮崎ありさ、日比野夕希、桜庭彩
  - 姫野愛、安藤美緒、星永あゆみ、オダギリマイ
  - あいな唯、笠木あやか
  - 篠田亜希、浅野はるか
  - 松島楓、中塚愛
  - 若林樹里、舞乃るあ、松下ゆうか
  - 桜月舞、林まりあ、森野雫（川上ゆう）
  - 藍山みなみ、日高ゆりあ
- 体感ファック if…
  - REINA
  - 金城アンナ
  - 七海菜々
  - 菊原まどか
  - 奈月やよい
  - 可愛あみん
  - 松岡理穂
  - 日高ゆりあ
  - 星野つぐみ
  - 大滝明日香
  - 今野由愛
  - 立花里子
- 変態プレミアム
  - 石野容子
- DEEP INSIDE HOLE (監督:田村総一朗)
- GET
- マドンナハンター
- ひとひらの旅 旦那に内緒で不倫旅行 (監督:田村総一朗)
- 熟桃 熟女
- 癒しの妻
  - 浅見怜
  - 倖田李梨
  - 日向ゆみ
  - 豪ともえ
  - 小坂すみれ
  - 渡部准
  - 瞳
  - 芹沢明菜
- 近親相姦
  - 翔田千里
  - 志村玲子
  - 風間ゆみ
  - 柿本真緒
  - 紫彩乃、成瀬瞳
  - 岡崎美女、水沢りょう
  - 一ノ瀬由美、吉野碧、前嶋みく
  - 木村沙恵、神崎美樹
  - 常夏みかん、桜庭アイコ
  - 夢咲こよい、酒井ちなみ
  - 加賀雅、三上夕希
  - 赤坂ルナ
  - 環あかり、井上雅
  - 安西咲、秋吉けい子
  - ささきふう香
  - 鮎川るい
  - 高原沙恵、玉置マリア
  - 増田ゆり子、里中亜矢子
  - 入江友子、清水香世子
  - 友崎亜希、新田亜希
  - 翔田千里、華田舞織
  - 紫彩乃

## 専属女優
- nao.
- 結城凛
- 佐藤江梨花
- 亜紗美
- 二宮沙樹